# 科特迪瓦航空
科特迪瓦航空（Air Côte d'Ivoire）是科特迪瓦的國家航空公司，總部設在該國第一大城市阿比让，於2012年成立。

## 歷史
2021年11月，商人 Oumar Diawara 在馬里查獲了一架由科特迪瓦國家航空公司運營的註冊 TU-TSZ 的空中客车A319。在雙方達成妥協後，飛機在90分鐘後再次起飛。談判涉及馬里當局和 Oumar Diawara。

## 外部連結
- 官方网站（法文）（英文）